# コンスタンティノス・コレラス
コンスタンティノス・コレラス（Konstantinos Korelas (ギリシア語: Κωνσταντίνος Κορέλας、2000年3月1日 - ）は、ギリシャ・カルディツァ出身のプロサッカー選手。スーパーリーグ2・カライスカキス所属。ポジションは、ミッドフィールダー（攻撃的ミッドフィールダー）。

## タイトル
ヴォロス
- フットボールリーグ: 2018-19